# 倪汉根
倪汉根（1935年—），男，江苏崇明（今属上海）人，中国水工结构工程专家，曾任大连工学院教授、博士生导师。